# Saint Patrick (Dominica)
Saint Patrick is een parish van de eilandstaat Dominica. Het bevindt zich ongeveer 17 km ten zuidenoosten van de hoofdstad Roseau.

## Boiling Lake
Boiling Lake is een verdronken fumarole in het Nationaal park Morne Trois Pitons. Het is het op een na grootste kokende meer ter wereld met blauw-grijs water. Er bevinden zich vaak stoomwolken rond het meer. Het werd in 1875 ontdekt door Edmund Watt en Dr. Henry Nicholls. Het meer is cirkelvormig en meet ongeveer 60 bij 59 meter. De diepte is variabel. Na een uitbarsting daalde het 10 meter tussen december 2004 en april 2005, maar het herstelde zich later weer. Het meer is omringd door 30 meter hoge klippen. Het meer is waarschijnlijk ontstaan na een uitbarsting van Morne Watt, 1300 jaar geleden.
Boiling Lake kan worden bereikt na een lange tocht van 3 tot 6 uur door moeilijk terrein. Een gids is verplicht, en er moet toegang worden betaald voor het nationaal park. In 2022 werd de aanleg van een 6,6 km lange kabelbaan aangekondigd. De kabelbaan zal over de Valley of Desolation gaan, en verbetert de toegang tot de Boling Lake.

## Berricoa
Berricoa is ook bekend als Grand Bay en Berekua en is het grootste dorp van de parish. Het was oorspronkelijk bewoond door Cariben die het Bericoua noemden naar een krab die veel voorkomt in het gebied. In het begin van de 18e eeuw werd het gekoloniseerd vanuit Martinique en La Grande Baye genoemd, omdat het de grootste baai in het zuiden van het eiland was. Jeannot Rolle, een vrijgelaten slaaf, begon bij het dorp de plantage La Belle Croix. Rolle nodigde jezuïeten uit om een missie op te zetten in het dorp, maar de jezuïeten werden later verdreven, en het land werd aan Britse plantagehouders gegeven. In 1791 vond er een slavenopstand plaats. In 2011 telde Berricoa 2.134 inwoners.

## Petite Savanne
Petite Savanne is een dorp gesticht na de afschaffing van de slavernij. Het bevindt zich in een ruig gebied. Later vestigden zich in het gebied immigranten uit Martinique die gedeeltelijk een mengeling van Europeanen en inheemse Cariben waren. In 2015 werd Petite Savanne zwaar getroffen door orkaan Maria. De zware regen veroorzaakte overstromingen van de rivieren en aardverschuivingen. Het dorp werd onbewoonbaar verklaard en geëvacueerd. Desalniettemin is een gedeelte van de bevolking teruggekeerd naar Petite Savanne, en werd het in 2017 bewoond door ongeveer 60 personen.

## La Plaine
La Plaine was oorspronkelijk bewoond door Cariben die het Koulirou noemden. Het is een vlakte die is ontstaan na een pyroclastische stroom en heeft hoge klippen aan de zeekant. De eerste kolonisten waren Fransen die het La Plaine (de vlakte) noemden. Het was een geïsoleerd gebied dat moeilijk toegankelijk was, en alleen per kano of bergpad te bereiken was. In 1963 werd een weg aangelegd. In 2011 telde La Plaine 1.128 inwoners.

## Andere dorpen
Andere dorpen in de parish zijn:
- Bagatelle
- Delices
- Dubic
- Fond St. Jean
- Hagley
- Montine
- Pichelin
- Tete Morne

## Galerij

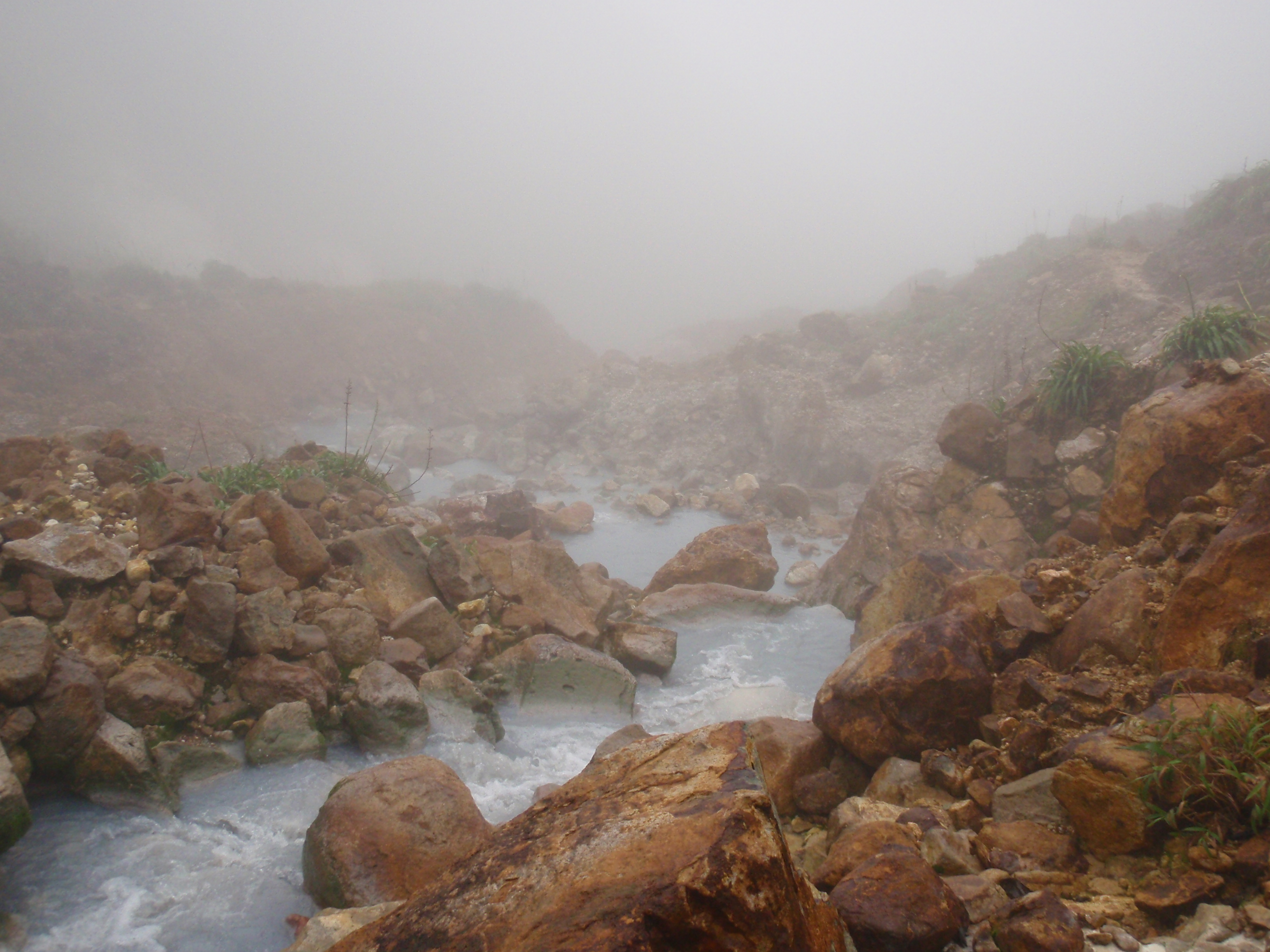
Rivier
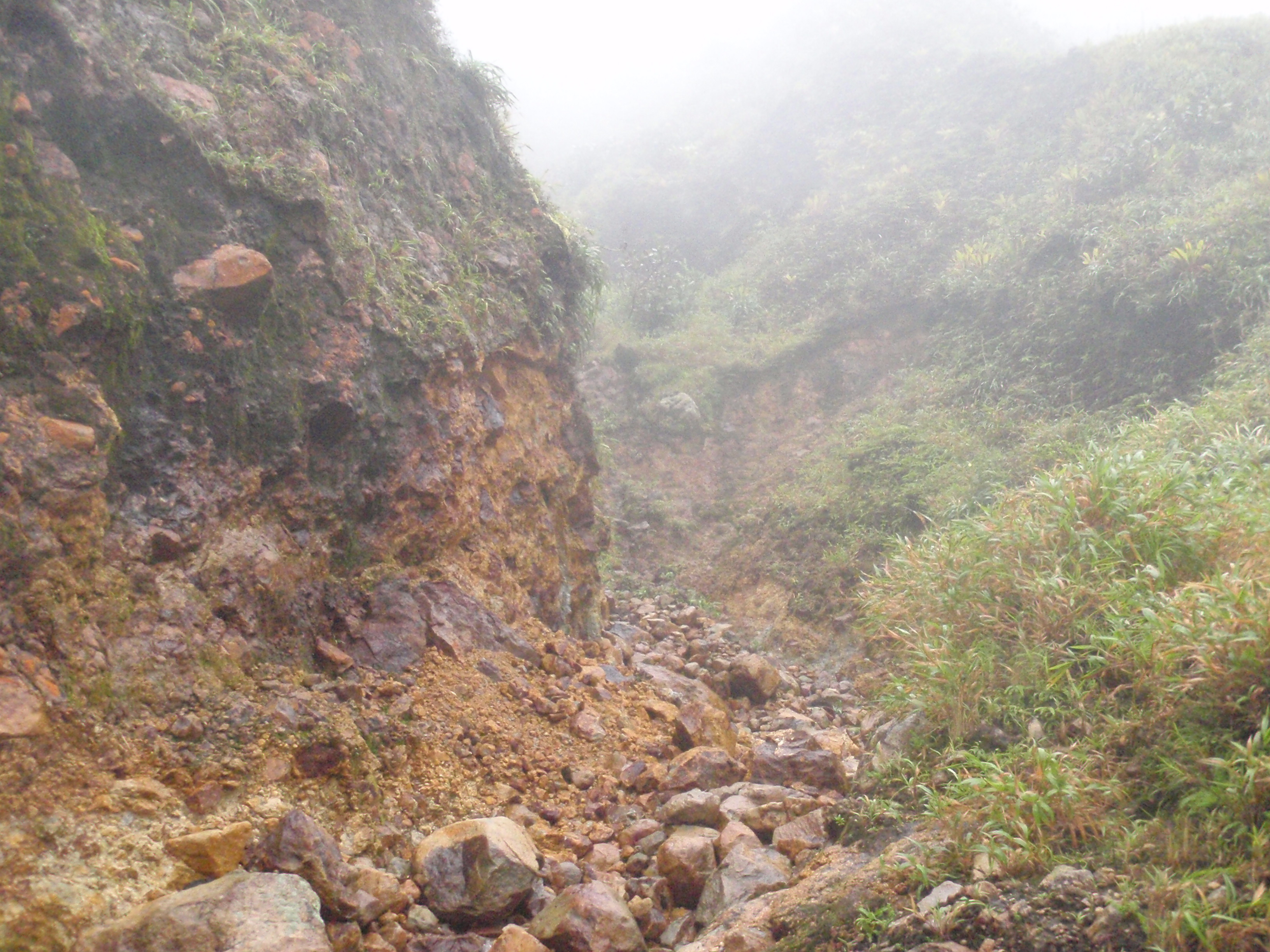
Valley of Desolation
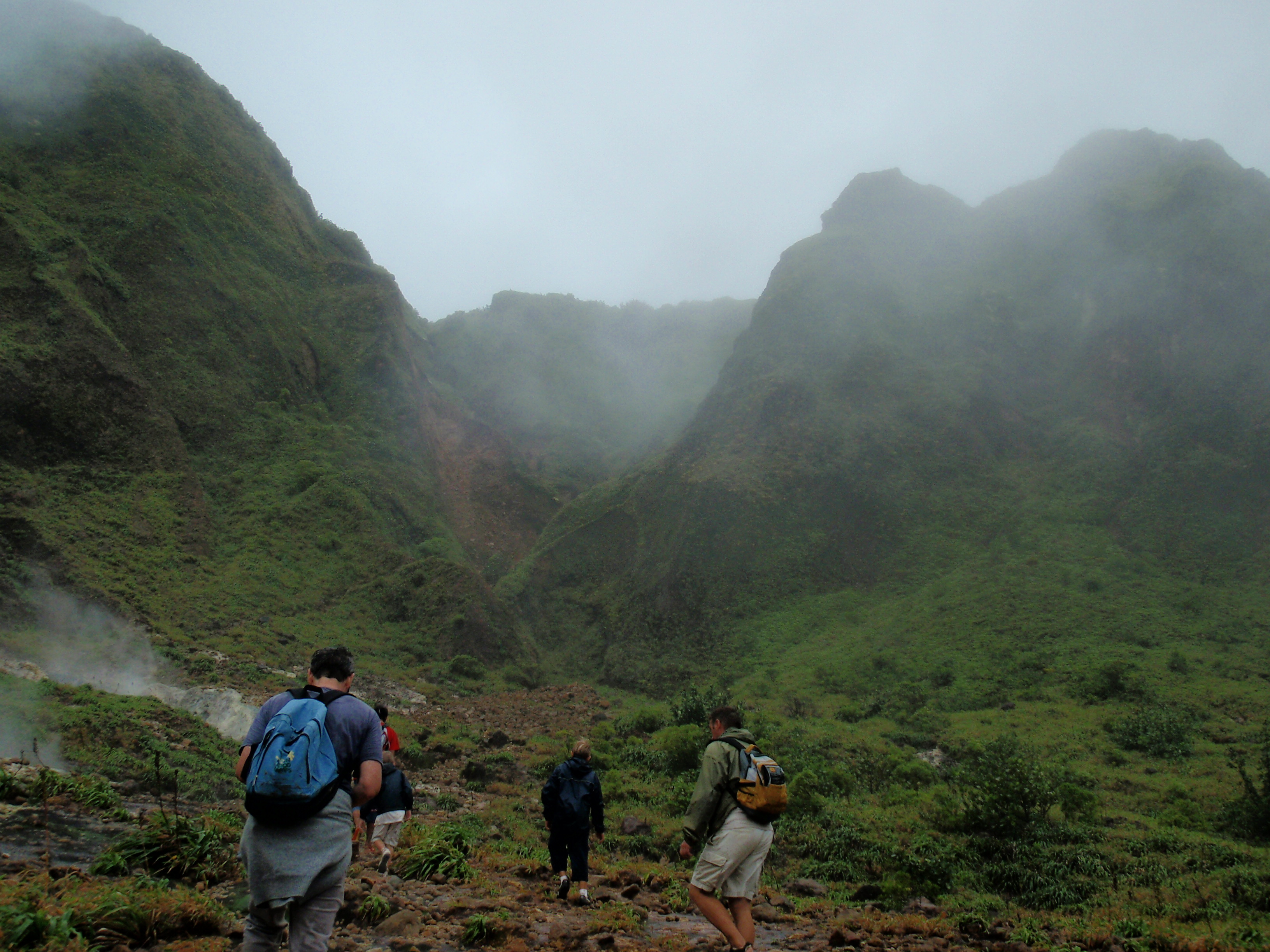
Berggebied

- MusicBrainz: 766994ab-2f56-40f9-85b0-e7d3581e8176

Saint Andrew · Saint David · Saint George · Saint John · Saint Joseph · Saint Luke · Saint Mark · Saint Patrick · Saint Paul · Saint Peter